# Янус
Я́нус (лат. Ianus) — двуликий бог в древнеримской мифологии. Изначально был богом-демиургом, затем уступил место верховного божества Юпитеру. Почитался как божество всех начинаний, дверей, входов и выходов, в связи с чем получил атрибуты сторожа — ключи и посох, дабы отгонять непрошеных гостей. В имперскую эпоху Януса представляли как легендарного первого царя области Лаций, основавшего город на холме Яникул.
Первый месяц года юлианского календаря, январь, назван в честь этого бога. 1 января люди должны были желать друг другу успеха и удачи, так как первые пожелания, согласно древним верованиям, имели наибольшие шансы воплотиться в жизнь. Именно в его храм, храм бога всех начинаний, люди несли сладости и деньги, дабы начинающийся год был успешным и богатым.
Во время правления полулегендарного царя Нумы Помпилия (715—673/672 гг. до н. э.) в Риме был построен храм Януса. Его должны были открывать на время войны и закрывать по заключении мира. За всё время его существования, учитывая особенности истории Древнего Рима, храм закрывали менее десяти раз.

## Этимология
Древними учёными предлагались три этимологии имени бога, каждая из которых опиралась на рассуждение о его природе.
Первая этимология основывается на определении «хаоса», данном Павлом Диаконом, и гласит: от слова hiantem, hiarе («быть открытым») имя Янус образуется при потере гласных при начальном придыхании. В этой этимологии понятие «хаоса» определяет исконную природу бога. Капдевилль также упоминает мысль Варрона в изложении Августина, который использует слово hiatus, чтобы объяснить слияние Януса с миром: «Они говорят, что статуя имеет два лица, спереди и сзади, потому что внутренняя полость нашего рта, когда мы его открываем, представляется похожей на мир (потому, дескать, греки и называют нёбо ουρανόν (ouranón), и некоторые из латинских поэтов небо называли palatum „нёбо“); от этой полости (hiatus) рта есть один выход наружу по направлению к зубам, а другой — внутрь по направлению к глотке».
Другая этимология была предложена Публием Фигулом и дошла до сегодняшнего дня в пересказе Макробия: Янус — это римский Аполлон, а Диана — Яна, с добавлением Д для благозвучия. Это объяснение было принято А. Б. Куком и Дж. Дж. Фрэзером. Оно согласуется со всеми последующими уподоблениями Януса небу, солнцу и луне. Оно также предполагает, что раньше это имя звучало как «Дианус», образованное от «диа» (dy-eð2) — из индоевропейского корня «дей», означающего «сияние». В латыни этот корень представлен словами dies («день»), Diovis и Iuppiter. Кук предлагает два параллельных ряда: *Divianus, *Dianus, Ianus и Diviana, Diana, Iana. Слабое место этой интерпретации — трудности с произношением долгого i в слове Dīāna.
Интерпретация Януса как бога начал и проходов основана на третьей этимологии, указанной Цицероном, Овидием и Макробием, которые объясняют имя как латинское, произошедшее от глагола ire («проходить, идти»). Современные исследователи сделали предположение, что имя Янус происходит от индоевропейского корня, означающего переходное движение (ср. санскр. «yana-», авестийское yah, лат. i- и греч. ei-). В этом случае Iānus — обозначение действия, выражающее идею движения, прохождения и образованное от корня *yā- < *y-eð2-, или от корня ey «идти», от которого происходят слова eō, ειμι. Аргументы А. Мейе и А. Эрну в поддержку этой версии этимологии были отвергнуты большинством французских исследователей: Э. Бенвенистом, Р. Шиллингом, Ж. Дюмезилем и Г. Капдевиллем. Превращение корня ey в ya хорошо представлено в западноевропейских языках, например, в ирландском āth, yā-tu-s. На основании сходных функций и этимологии даже делают предположение о наличии у Януса соответствия в индуистском пантеоне — Варуны.
Другие современные исследователи признают индоевропейскую этимологию либо от имени «Дианус», либо от корня yā.

## Представления
В течение более чем тысячелетней истории Рима до принятия христианства религиозные представления римлян видоизменялись. Представления римлян времён начала существования республики отличались от таковых при Диоклетиане.
Янус, как один из древнейших римских богов-индигетов, вместе с богиней очага Вестой занимал заметное место в римском пантеоне. Древнейшая древнеримская коллегия жрецов-салиев в своей песне называла Януса «богом богов» и «добрым создателем». Также его отождествляли с «миром» (лат. mundus), первобытным хаосом. Согласно религиозным представлениям древних римлян, именно из хаоса возник упорядоченный космос, а Янус из бесформенного шара превратился в бога и стал хранителем порядка, мира, вращающим его ось. По своей сути это являлось отголоском мифа о том, что вначале огонь, вода, земля и воздух были одним веществом. Впоследствии они разделились, а то, что осталось, и стало Янусом. В этом виде он предстаёт в качестве бога-демиурга. Ж. Капдевилль считал связь Януса с греческой концепцией хаоса придуманной впоследствии, так как «изначальной» функции Януса было бы достаточно, чтобы объяснить его место у истоков времени. Капдевилль приводит слова Марка Мессала в изложении Макробия в Сатурналиях, I, 9, 14: «Он всё создаёт и им же управляет. Он связал тяжёлую и стремящуюся в глубину, распадающуюся сущность и природу воды и земли и лёгкую, бегущую в бездонную высь [сущность и природу] огня и воздуха, расположив вокруг [них] небо. Эта величайшая сила неба соединила две несхожие сущности».
До появления культа Юпитера Янус был божеством неба и солнечного света, открывавшим небесные врата и выпускавшим солнце на небосвод, а на ночь запиравшим эти врата. Для римлян, как и других народов Италии, в доме священными являлись очаг и двери. Закрытые двери защищали, отделяли человека от внешнего мира, открытые — соединяли римлянина с обществом и окружающим миром. Будучи божеством дверей, Янус стал также ответственным за начинание какого-либо дела и его завершение, включая войну. Янус был также патроном дорог и путников и почитался среди италийских моряков, веривших, что именно он научил людей строить первые корабли.

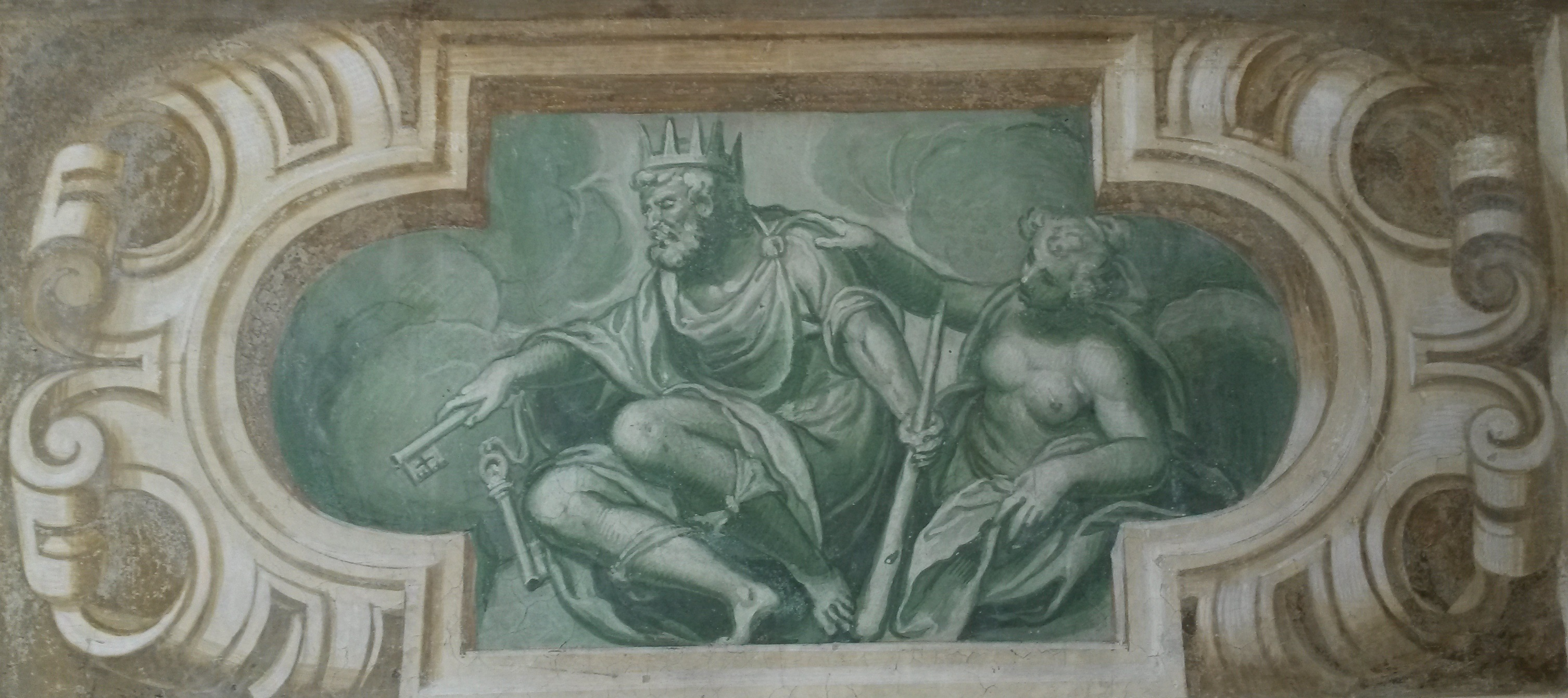
Фреска Паоло Фаринати 1550-х годов. Двуликий Янус со своими основными атрибутами — ключами и посохом

Затем он уступил своё место Юпитеру, заняв место владыки всех начал и начинаний во времени. Вероятно под влиянием греческого религиозного искусства, Януса стали изображать двуликим в виде мужчины с двумя лицами, одно из которых направлено в будущее, а другое — в прошлое. Это подчёркивало его знание об уже произошедших и будущих событиях. Он был покровителем не только каждого дня, но и любого отрезка времени, как то: год, месяц, время года. Начало каждого месяца, календы, посвящали Янусу. Январь, первый месяц года юлианского календаря, назван в честь этого бога. Январское начало года определялось зимним солнцеворотом. День зимнего солнцестояния является и последним, и первым днём в году, и естественно, что это явление находилось в ведении Януса.
К IV веку нашей эры роль Януса нивелируется до «сторожа». В качестве атрибутов Янус, как и обычный сторож, имел ключ и посох, чтобы отгонять непрошеных гостей.
С Янусом тесно связаны Матер Матута — богиня раннего утра, Портун — божество ключей и ворот, Венилия — богиня источников и др.

## Культ

### Почитание
О некогда главенствующей роли Януса в римском пантеоне свидетельствует тот факт, что главным жрецом его культа был «священный царь» (лат. rex sacrorum), второй по значимости после великого понтифика служитель культа в Древнем Риме, заменивший царя. Даже жрец Юпитера (лат. flamen Dialis) имел относительно него второстепенное положение.
Поскольку Янус был старейшим из божеств римского пантеона, то именно с него начинали посвящённые нескольким богам молитвы. Ему первому совершали приношения даров, так как только после умилостивления бога всех входов можно было рассчитывать на благосклонность других высших сил. В праздник Януса 1 января все желали друг другу успехов и процветания, так как первые пожелания имеют больше шансов воплотиться в жизнь. В этот день люди несли в его храм сладости и деньги, дабы начинающийся год был успешным и богатым.
Янусу были также посвящены празднества агоналии, отмечавшиеся 9 января, 20 мая и 10 декабря.
После падения Римской империи «двуликий Янус» превратился в «символ двуличности», став воплощением неискренности и лицемерия. В Риме сохранилась арка, построенная в начале IV столетия. Название арка Януса закрепилось за ней в Средние века, хотя никакого отношения к данному божеству она не имеет.

### Храм Януса

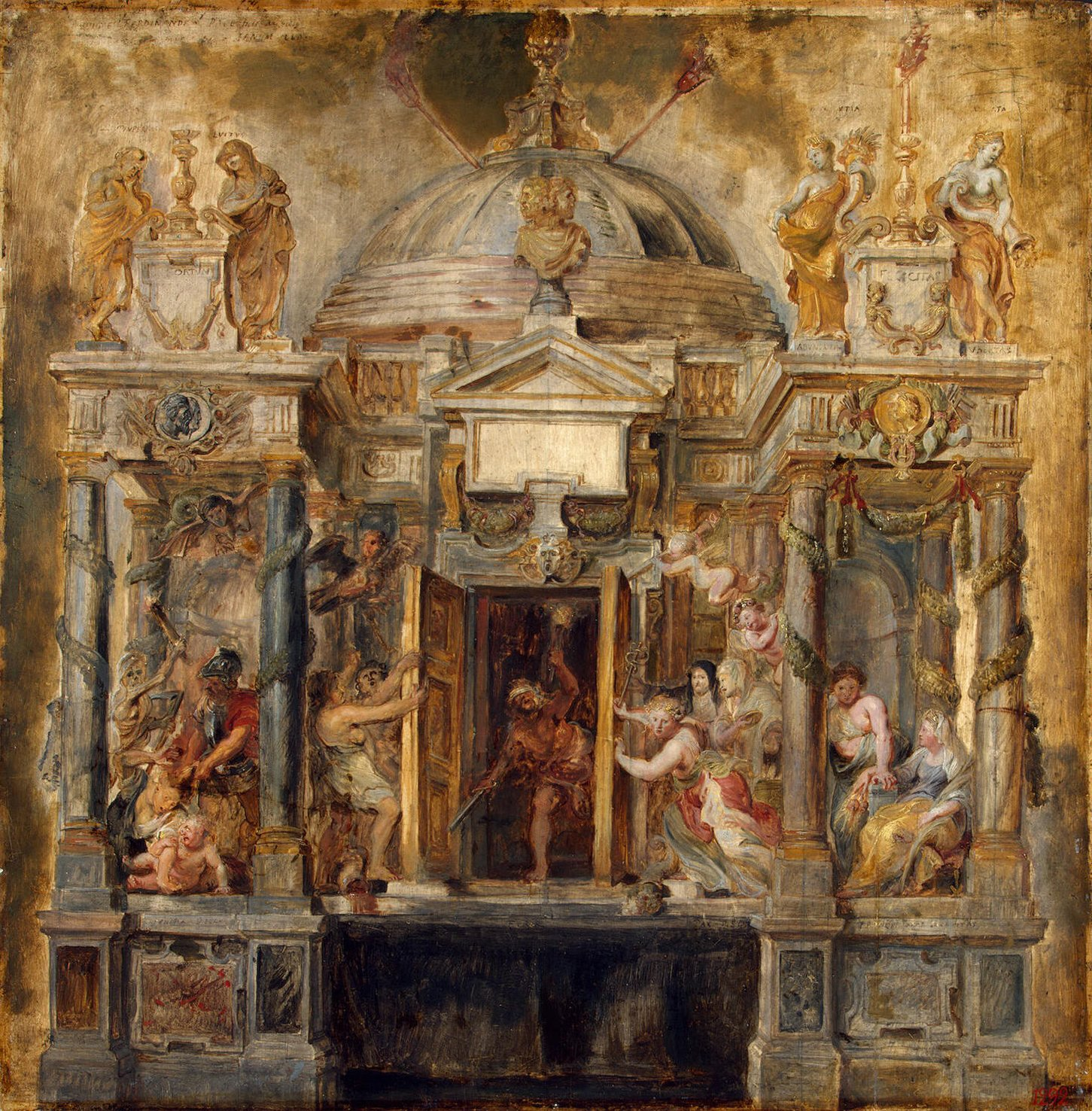
Картина Рубенса «Храм Януса» 1635 года. Эрмитаж

Первый храм Януса был воздвигнут, по преданию, царём Нумой Помпилием и представлял собой две соединённые стенами арки. Здание соответственно имело два входа и два выхода. В центре находилась статуя двуликого бога с ключом в руках. На пальцах рук Януса, бога времени, были написаны «CCC» (300) и «LXV» (65) по числу дней в году. Когда принималось решение объявить войну, царь, консул или император отпирал ключом тяжёлые двойные дубовые двери храма, украшенные золотом и слоновой костью, и перед ликами Януса под арками проходили отправлявшиеся на войну вооружённые солдаты и юноши, впервые взявшие оружие. В продолжение всей войны ворота храма стояли открытыми, когда заключался мир, то вернувшиеся войска вновь проходили перед статуей бога, а в редких случаях всеобщего мира храм вновь запирался на ключ.

В поэме «Фасты» Овидий так объясняет смысл и суть данного обычая: 
Чтобы открыт был возврат народу, пошедшему в битвы,
Сняты запоры, моя настежь отворена дверь!
В мирное время я дверь запираю, чтоб мир не умчался;
Состояние, при котором Древний Рим не вёл войн, было скорее исключением из правил. За всё время существования античной римской цивилизации храм Януса закрывали:
- при полулегендарном царе Нуме Помпилии, который за время своего правления не вёл ни одной войны;
- во время консульства Тита Манлия Торквата в 235 году;
- трижды при Октавиане Августе[37], в том числе после сражения при Акции;
- при Нероне в 65 году н. э.[38];
- при Веспасиане после победы в Первой Иудейской войне в 71 году[39].

### Эпитеты
В императорскую эпоху Янус имел эпитет Квирина. Первоначально Квирина почитали, как бога народного собрания, одну из ипостасей Марса. Когда его почитание было оттеснено культами Юпитера и Марса, он слился с таковым Януса, как бога ведающего войной и миром.
Другими эпитетами Януса были:
- Patulcius («открывающий») и Clusivius («закрывающий»), связанные с властью отпирать и закрывать двери войны, потоки вод[42][26];
- Consevius, Consivius — от глагола «делать целым», что согласуется с представлением об Янусе как божестве, превращающем хаос в упорядоченный космос[26];
- Pater, Matutinus, Iunonius отображает его роль «отца богов», умножителя человеческого рода, ответственного за наступление каждого дня[43][44][26];
- Geminus — двуликий[45].

## Мифы

### Первый царь аборигенов Лация
Первоначально Янус был богом-демиургом, возникшим из мирового хаоса. Впоследствии, когда он уступил место верховного божества Юпитеру, Януса стали изображать в качестве первого царя населявших Лаций людей, так называемых аборигенов Лация. Самая ранняя информация о Янусе как прародителе римского народа содержится в «Энеиде» Вергилия. Эту же версию детально описывают Овидий, Плутарх и другие древнеримские писатели и историки. Римский историк IV столетия Секст Аврелий Виктор представляет Януса сыном Аполлона и Креусы, который, возмужав, отправился в Италию и основал город Яникул на одноимённом холме. В произведениях Овидия и Макробия он поселяется на холме Яникул, получившем от него своё название. Плутарх и вовсе называет легендарного первого римского царя эллином из Перребия. Янус многому научил людей, в том числе почитать богов, возделывать землю, а также ввёл государственный порядок. Богиня источников Венилия родила ему дочь Каненту.

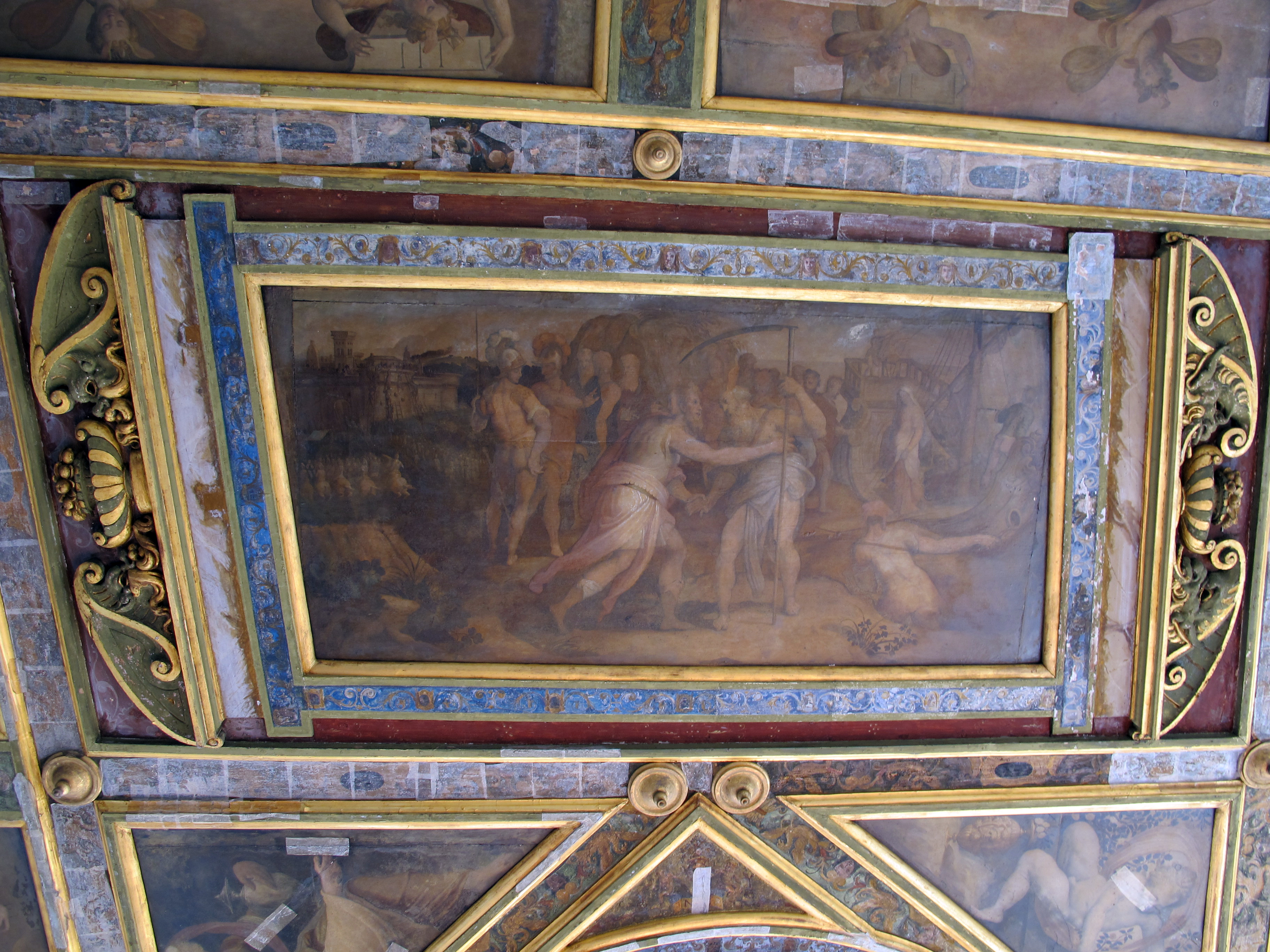
Приём Сатурна Янусом. Палаццо Веккьо, Флоренция

Когда Юпитер сверг своего отца Сатурна, то последний нашёл у Януса гостеприимный приём. Местные жители предпочли Сатурна Янусу и признали своим царём. В благодарность за приют Сатурн наделил двуликого бога способностью знать всё прошлое и предвидеть будущее.
Современные историки видят в этом мифе отражение смутных народных воспоминаний о прибытии в Италию морским путём переселенцев с Балкан пеласгов. В книге раннехристианского богослова Арнобия «Против язычников» Янус уже предстаёт, согласно верованиям древних римлян-язычников, сыном Неба и Гекаты, мужем Ютурны, отцом Фонтуса и тестем Вультурна.

### Спасение Рима от уничтожения сабинами
Согласно поэту Овидию, Янус спас Рим от уничтожения сабинами. В то время, когда царь Тит Таций со своим войском, благодаря предательству Тарпеи, проник в крепость на Капитолийском холме, двуликий бог открыл устья источников. Вода перекрыла сабинам путь к спящим воинам Ромула. Таким образом римляне получили возможность приготовиться к предстоящей битве, закончившейся примирением сторон.

### Янус и Карна
Нимфа Карна своею красотою привлекала многих молодых людей, которые были ей неинтересны. Когда ей досаждал очередной поклонник, нимфа притворно соглашалась разделить с ним ложе и приглашала в пещеру. Пока юноша пробирался вглубь тёмной пещеры, Карна пряталась в густом кустарнике. Янус, воспылав страстью к красивой нимфе, получил такой же ответ. Однако нимфа не учла, что Янус может видеть и вперёд, и назад, и после того, как Карна спряталась, он легко её настиг. После того, как ей пришлось уступить двуликому богу, Янус сделал Карну богиней дверных петель и подарил белый колючий цветок, с помощью которого она могла отвращать от жилища беды и неприятности.

## Изображения

### На монетах Древнего Рима

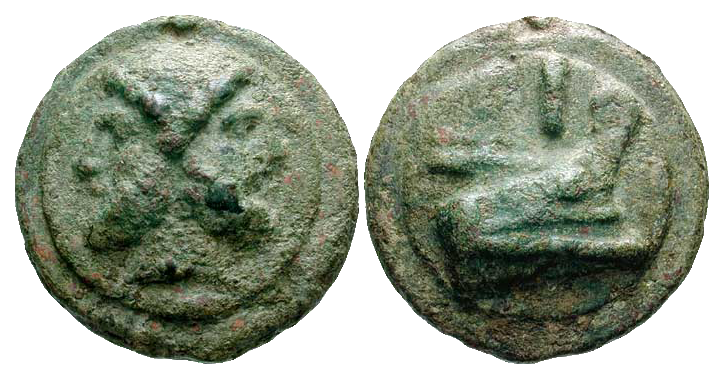
Изображение Януса на древнеримском ассе

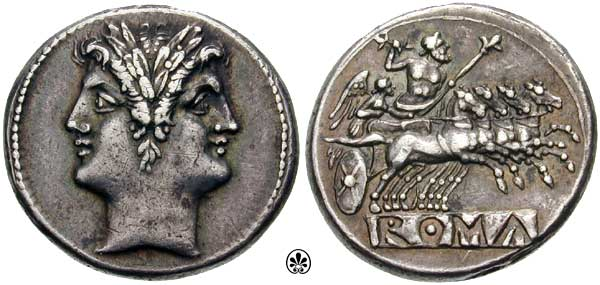
Дидрахма с изображением Януса

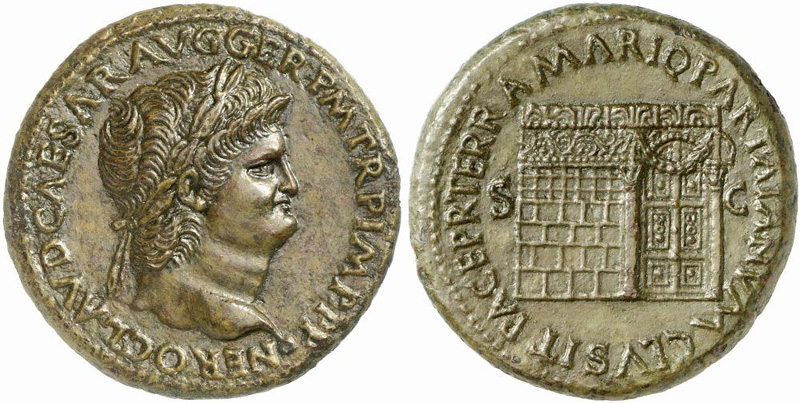
Сестерций Нерона с закрытым храмом Януса

Изображение Януса помещали на монетах (преимущественно самых ранних) для того, чтобы он покровительствовал любому делу, совершаемому при посредстве этих денег. Основным номиналом с Янусом на аверсе во времена римской республики до Первой Пунической войны был асс. Половина базовой денежной единицы семис содержала профиль Юпитера, 1⁄3 асса триенс — Минервы, ¼ асса квадранс — Геркулеса, 1⁄6 асса секстанс — Меркурия, 1⁄12 асса унции — Беллоны. Этот перечень богов, по мнению британского нумизмата Г. Мэттингли, весьма понятен. Янус — первый бог, божество всех начал; Юпитер следует за ним по значимости; Меркурий, как бог торговли, не мог не быть запечатлённым на деньгах; Геркулес здесь олицетворяет скорее прибыль и успех, а не физическую силу; боги войны, как Минерва и Беллона, отображают роль военных действий в жизни древних римлян.
По мере роста государства и завоевания греческих городов последние, в качестве признания верховной римской власти, стали помещать изображения римских богов, в том числе и Януса, на свои монеты.
В императорскую эпоху тематика, связанная с Янусом, на монетах встречается редко. По завершении войны с парфянами при Нероне в 65 году нашей эры за контроль над Арменией «всеобщий мир» нашёл отображение в чеканке серии монет с закрытым храмом Януса. Легенда «PACE P R TERRA MARIQ PARTA IANVM CLVSIT» в переводе обозначает «Доставив римскому народу мир на суше и на море, закрыл храм Януса». Их выпустили после коронации Нероном прибывшего в Рим царя Трдата I. Кроме неронианских, Януса эпизодически помещали на денарии Траяна (98—117), ауреусы Адриана (117—138), ассы и сестерции Антонина Пия (138—161), ассы, сестерции и ауреусы Коммода (177—192), денарии Пертинакса (193) и Геты (209—211), а также ауреусы Галлиена (253—268). Отдельно следует упомянуть ассы Адриана с четырёхликим Янусом.

### В Новое время
Светское искусство Нового времени наследовало античную иконографию: Януса продолжали изображать двуликим. Его голова по традиции увенчивалась древнеримским «термином» (лат. terminus — «предел, граница»), то есть колонной, отмечавшей границы земельных участков. Аллегорически он обозначал январь, кроме того, принимал участие в сотворении мира. В эпоху Ренессанса два его лица считались символами прошлого и будущего в аллегориях, касающихся Времени (например, на Танце под музыку времени Пуссена). В работе Джордано (Палаццо Медичи-Риккарди) Янус поставлен в начале пространной аллегории человеческой жизни, где он даёт шерсть трем мойрам (см. справа). Атрибутом бога является змея, свернувшаяся кольцом, — античный символ вечности.